# بوكيمون كونكويست
بوكيمون كونكويست (بالإنجليزية: Pokémon Conquest)‏ (باليابانية: ポケモン＋ノブナガの野望)، هي لعبة فيديو من تطوير ستوديو كوي تيكمو، ومن نشر ذا بوكيمون كومباني اليابانية، صدرت في السوق سنة 2012، تعمل لمنصة نينتندو دي إس المحمولة الحصرية، وتدور الأحداث حول مجموعة من البوكيمونات تهاجم جنود أودا نوبوناغا في فترة الإقطاعية اليابانية.

## المواقع الخارجية
- الموقع الرسمي
- الموقع الرسمي
 (الولايات المتحدة)
- الموقع الرسمي
 (المملكة المتحدة)